# Bayoneta
Bayoneta (finès: Bayoneta – viimeinen isku) és una pel·lícula de coproducció mexicano-finlandesa dirigida per Kyzza Terrazas, coautor del guió amb Rodrigo Marquez-Tizano.

## Sinopsi
Miguel “Bayoneta” Galindez (Luis Gerardo Méndes) és un ex boxador professional de Tijuana. S'ha escapat del seu passat i ha acabat a l'altra banda del món, a Turku, Finlàndia. Miguel hi passa els dies a la sala de boxa de Jyrki (Ilkka Koivula), on entrena Remua (Joonas Saartamo) pel combat pel títol.
Tot i que Miguel ha deixat enrere els esdeveniments a Mèxic i coneix una jove finlandesa, Sarita (Laura Birn), el passat no la deixarà continuar. Un lloc i una cultura diferents impulsen Miguel a pensar en la redempció, i decideix que ha de tornar a pujar al ring.

## Repartiment
- Brontis Jodorowsky - Denis
- Miriam Balderas - Erika
- Laura Birn - Sarita
- Jarmo Esko - Home al 'apartament
- Harrison Jones - càmera de premsa
- Ilkka Koivula - Jyrki
- Dom Lamar - Càmera de premsa
- Luis Gerardo Méndez - Miguel "Bayoneta"
- Joonas Saartamo - Remu
- Ville Virtanen - Jaakko

## Nominacions
En la LXI edició dels Premis Ariel va rebre sis nominacions: millor actor, efectes visuals, vestuari, so, maquillatge i música original.